# Enea
Enea (grec antic: Αἴνεια) era una ciutat de la Calcídia, a Macedònia, a l'altra banda de Pidna i a uns 30 km de Tessalònica, segons que diu Titus Livi.
La tradició atribueix la seva fundació a Enees. Dionís d'Halicarnàs i Virgili, diuen que un grup de supervivents de la guerra de Troia encapçalats per Enees van arribar a la península de Pal·lene on els van acollir els seus habitants. Allà van construir un temple a Afrodita i van fundar una ciutat.
Enea va ser colonitzada pels corintis. Després de la mort d'Alexandre el Gran, Cassandre va fundar Tessalònica i hi va desplaçar la major part de la població d'Enea, segons Heròdot i Estrabó. No obstant això, encara un lloc important durant les guerres macedòniques, i no es devia despoblar del tot.